# Franz Bielefeld (homme politique, 1880)
Ne doit pas être confondu avec Franz Bielefeld (homme politique, 1907).
Franz Bielefeld (né le 11 avril 1880 à Gelsenkirchen et mort le 8 août 1949 à Münster) est un maître maçon allemand, entrepreneur en bâtiment et homme politique (Zentrum).

## Biographie
Bielefeld est le fils d'un entrepreneur de construction de Gelsenkirchen. Après l'école secondaire de Gelsenkirchen, Bielefeld, qui est catholique romain, est formé comme maçon dans l'entreprise de ses parents. Après avoir réussi l'examen de compagnon, il étudie à la Herzogliche Baugewerkschule Holzminden jusqu'au printemps 1899, qu'il quitte après avoir réussi l'examen final. Après cela, Bielefeld exerce sa profession pendant plusieurs années. En 1907, il fonde sa propre entreprise de construction à Recklinghausen. En 1908, il réussit l'examen de maître artisan. D'août 1914 à novembre 1918, Bielefeld participe à la Première Guerre mondiale, dont il revient en tant qu'officier.
Bielefeld commence à être politiquement actif dans le Zentrum en 1897. De 1912, il est membre du conseil d'administration du parti à Recklinghausen et son président de 1923 à 1933. En 1924, il est élu pour la première fois à un poste politique lorsqu'il est élu au conseil municipal de Recklinghausen. En outre, il occupe de nombreux postes économiques et sociaux au niveau local et régional: il devient chef de la corporation des métiers du bâtiment et président du comité de guilde de la ville de Recklinghausen. En 1924, il devient membre de la Chambre des métiers de Münster. En novembre 1927, l'Assemblée générale de la Chambre des Métiers lui confie la présidence qu'il occupe jusqu'en 1933. Depuis la fin de la Première Guerre mondiale, il est membre du conseil exécutif de la Haus- und Grundbesitzer-Vereins von Recklinghausen et de la  Haus- und Grundbesitzer-Verbands für das rheinisch-westfälische Kohlenrevier. En outre, Bielefeld est membre du comité exécutif de l'association des métiers du bâtiment rhénan-westphalien à Essen et de l'Association du Reich des corporations allemandes du bâtiment à Berlin.
De 1928 à l'été 1933, Bielefeld est membre du Reichstag pour la 17e circonscription (Westphalie-du-Nord). En mars 1933, avec les autres membres du groupe parlementaire du Zentrum, il vote pour la loi d'habilitation qui, avec la fusion des pouvoirs législatif et exécutif entre les mains du gouvernement, forme la base de l'établissement de la dictature national-socialiste. Puis il se retire du public.
Après la Seconde Guerre mondiale, Bielefeld participe au rétablissement du Zentrum à Recklinghausen et est réélu à sa présidence. À partir de 1946, il est de nouveau membre du conseil municipal de Recklinghausen. De 1946 à 1947, il appartient aux deux parlements d'État nommés, puis jusqu'à sa mort au premier Landtag de Rhénanie-du-Nord-Westphalie. Dans le parlement d'État nommé, il est vice-président du comité de reconstruction. En outre, Bielefeld est membre du conseil d'administration des chambres d'artisanat unies de la zone britannique.